# リンカーン海

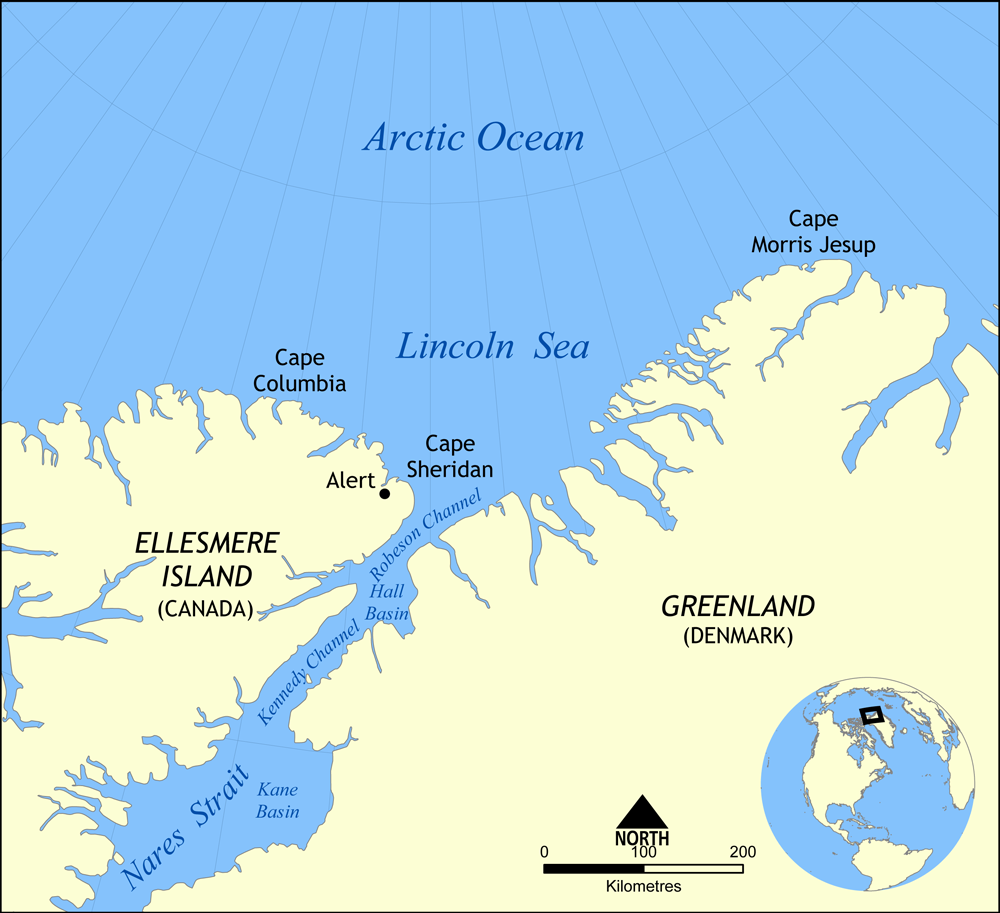
リンカーン海の地図

リンカーン海（リンカーンかい、英語:Lincoln Sea、デンマーク語:Lincolnhavet）は、グリーンランドの北側に位置する北極海の海域。ネアズ海峡最北部のロブスン海峡からの水が注ぐ。
西はカナダ・エルズミーア島最北端のコロンビア岬、東はグリーンランド最北端のモリス・ジェサップ岬まで、北限は2つの岬を通る大円である。深さは100メートルから300メートルで氷に覆われており、それは北極海で最も厚く15メートルにもなる。名前はロバート・トッド・リンカーンにちなんで名づけられた。